# Флокхарт, Рон
Рон Фло́кхарт (16 июня 1923 года, Эдинбург — 12 апреля 1962 года, Данденонг, Виктория, Австралия) — шотландский автогонщик, пилот Формулы-1. Принял участие в 14 Гран-при, завоевав один подиум. Двукратный победитель 24 часов Ле-Мана (1956, 1957).

## Карьера
Флокхарт начал принимать участие в гонках в 1951 году в команде Джо Поттса в Формуле-3. Он купил небезызвестную ERA R4D у Раймонда Мэя и в 1953 у него выдался успешный сезон, так как машина была вполне сравнима по скорости с BRM в Гудвуде. Наряду с подиумами в Гудвуде, Снеттертоне и Кристал Пэлас, его известность начала расти.
В 1956, выступая за маленькую шотландскую команду Ecurie Ecosse, он выиграл 24 часа Ле-Мана на Jaguar D-type в экипаже с Нинианом Сандерсоном. В следующем году он выиграл марафон за ту же команду, но с Айваром Бьюбом, установив рекорд в 4398 км.

### Результаты в Формуле-1
| Легенда к таблице |                                                                    |
| --- | ------------------------------------------------------------------ |
| В таблице перечислены результаты всех Гран-при Формулы-1, в которых принимал участие гонщик. Строками таблицы являются сезоны, столбцами — этапы чемпионата мира. В каждой клетке указаны сокращённое название этапа и результат, дополнительно обозначенный цветом. Расшифровка обозначений и цветов представлена в нижеследующей таблице. |                                                                    |
| \| Пример \| Описание \| \| ------------ \| ------------------------------------------------------------------ \| \| 1 \| Победитель \| \| 2 \| Второе место \| \| 3 \| Третье место \| \| 5 \| Финишировал, заработав очки \| \| Сход \| Не финишировал, но при этом заработал очки \| \| 12 \| Финишировал, не получив очков \| \| НКЛ \| Финишировал, но не попал в финальную классификацию \| \| 15 \| Участвовал вне зачёта, либо по отдельной классификации \| \| 18 \| Не финишировал, но попал в финальную классификацию \| \| Сход \| Не финишировал \| \| НКВ \| Не прошёл квалификацию \| \| НПКВ \| Не прошёл предквалификацию \| \| ДСК \| Дисквалифицирован \| \| ИСК \| Исключён из протокола соревнований \| \| ТТ \| Заявлен для участия только в тренировках \| \| НС \| Участвовал в квалификации, но не стартовал в гонке \| \| Т \| Травмирован или болен \| \| ОТК \| Отказ от участия \| \| НТР \| Прибыл на соревнования, но на трассу не выезжал \| \| НПР \| Был заявлен в числе участников, но не прибыл к началу соревнований \| \| О \| Соревнования отменены \| \| \| Не участвовал \| \| Поул-позиция \| \| \| Быстрый круг \| \| |                                                                    |
| Пример | Описание                                                           |
| 1 | Победитель                                                         |
| 2 | Второе место                                                       |
| 3 | Третье место                                                       |
| 5 | Финишировал, заработав очки                                        |
| Сход | Не финишировал, но при этом заработал очки                         |
| 12 | Финишировал, не получив очков                                      |
| НКЛ | Финишировал, но не попал в финальную классификацию                 |
| 15 | Участвовал вне зачёта, либо по отдельной классификации             |
| 18 | Не финишировал, но попал в финальную классификацию                 |
| Сход | Не финишировал                                                     |
| НКВ | Не прошёл квалификацию                                             |
| НПКВ | Не прошёл предквалификацию                                         |
| ДСК | Дисквалифицирован                                                  |
| ИСК | Исключён из протокола соревнований                                 |
| ТТ | Заявлен для участия только в тренировках                           |
| НС | Участвовал в квалификации, но не стартовал в гонке                 |
| Т | Травмирован или болен                                              |
| ОТК | Отказ от участия                                                   |
| НТР | Прибыл на соревнования, но на трассу не выезжал                    |
| НПР | Был заявлен в числе участников, но не прибыл к началу соревнований |
| О | Соревнования отменены                                              |
| | Не участвовал                                                      |
| Поул-позиция |                                                                    |
| Быстрый круг |                                                                    |

| Сезон | Команда                  | Шасси            | Двигатель            | Ш | 1        | 2        | 3   | 4        | 5        | 6        | 7     | 8      | 9   | 10       | 11       | Место | Очки |
| ----- | ------------------------ | ---------------- | -------------------- | - | -------- | -------- | --- | -------- | -------- | -------- | ----- | ------ | --- | -------- | -------- | ----- | ---- |
| 1954  | Частная заявка           | Maserati 250F    | Maserati 250F 2,5 L6 | P | АРГ      | 500      | БЕЛ | ФРА      | ВЕЛ Сход | ГЕР      | ШВА   | ИТА    | ИСП |          |          | —     | 0    |
| 1956  | Owen Racing Organisation | BRM P25          | BRM P25 2,5 L4       | D | АРГ      | МОН      | 500 | БЕЛ      | ФРА      | ВЕЛ Сход | ГЕР   |        |     |          |          | 12    | 4    |
| 1956  | Connaught                | Connaught Type B | Alta 2,5 L4          | P |          |          |     |          |          |          |       | ИТА 3  |     |          |          | 12    | 4    |
| 1957  | Owen Racing Organisation | BRM P25          | BRM P25 2,5 L4       | D | АРГ      | МОН Сход | 500 | ФРА Сход | ВЕЛ      | ГЕР      | ПЕС   | ИТА    |     |          |          | —     | 0    |
| 1958  | RRC Walker Racing Team   | Cooper T43       | Climax FPF 2,0 L4    | D | АРГ      | МОН НКВ  | НИД | 500      | БЕЛ      | ФРА      | ВЕЛ   | ГЕР    | ПОР | ИТА      |          | —     | 0    |
| 1958  | Owen Racing Organisation | BRM P25          | BRM P25 2,5 L4       | D |          |          |     |          |          |          |       |        |     |          | МАР Сход | —     | 0    |
| 1959  | Owen Racing Organisation | BRM P25          | BRM P25 2,5 L4       | D | МОН Сход | 500      | НИД | ФРА 6    | ВЕЛ Сход | ГЕР      | ПОР 7 | ИТА 13 | США |          |          | —     | 0    |
| 1960  | Lotus                    | Lotus 18         | Climax FPF 2,5 L4    | D | АРГ      | МОН      | 500 | НИД      | БЕЛ      | ФРА 6    | ВЕЛ   | ПОР    | ИТА |          |          | 24    | 1    |
| 1960  | Cooper                   | Cooper T51       | Climax FPF 2,5 L4    | D |          |          |     |          |          |          |       |        |     | США Сход |          | 24    | 1    |